# Corvina (hetilap)
Corvina a Magyar Könyvkereskedők Egyletének hetente megjelenő közlönye 1878–1944 közt. 1919. december 30-tól a Magyar Könyvkiadók és Könyvkereskedők, Zeneműkiadók és Zeneműkereskedők Országos Egyesületének közlönye. Az újonnan megjelent könyveket, zeneműveket ismertette, sőt egyesületi híreket és tagnévsort is közölt.

## Szerkesztők, munkatársak
A hosszú évtizedek során jeles szerkesztői voltak a lapnak: Aigner Lajos, Petrik Géza, Wiesner Jakab, Kende Ferenc, Nagy Rózsa, Bak János, Faust Imre, Timár Andor, Berényi László, Kőműves Imre. Melléklapokat, különszámokat is jelentettek meg, 1895-ben a Külföldi Irodalmi Értesítőt, 1895-1935 közt a Magyar Könyvészetet, 1936-1938 közt könyvnapi különszámokat.